# Zákoutí bratří Russellů
Zákoutí bratří Russellů, psáno i Russelů, původně označováno Russel Sitz, do češtiny překládáno jako Russelovo sedátko, se nachází nad Lesní pobožností v lázeňských lesích v Karlových Varech. Je pojmenováno po bratrech Arthuru a Odovi Russellových, synovcích britského šlechtice a státníka Johna Russella, jako upomínka na jejich někdejší časté pobyty v tomto městě.

## Z historie

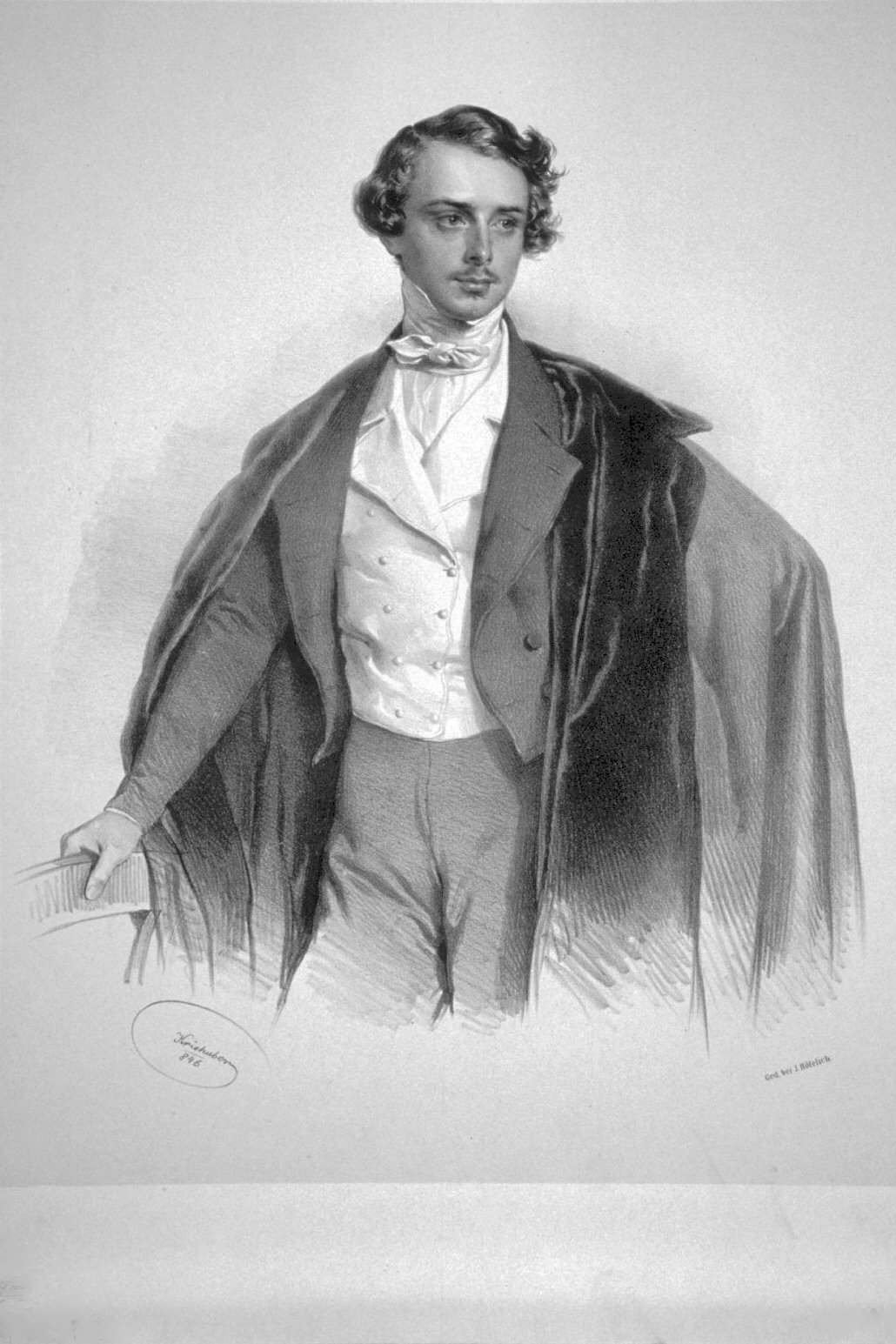
Odo Russell, litografie Josefa Kriehubera, 1846

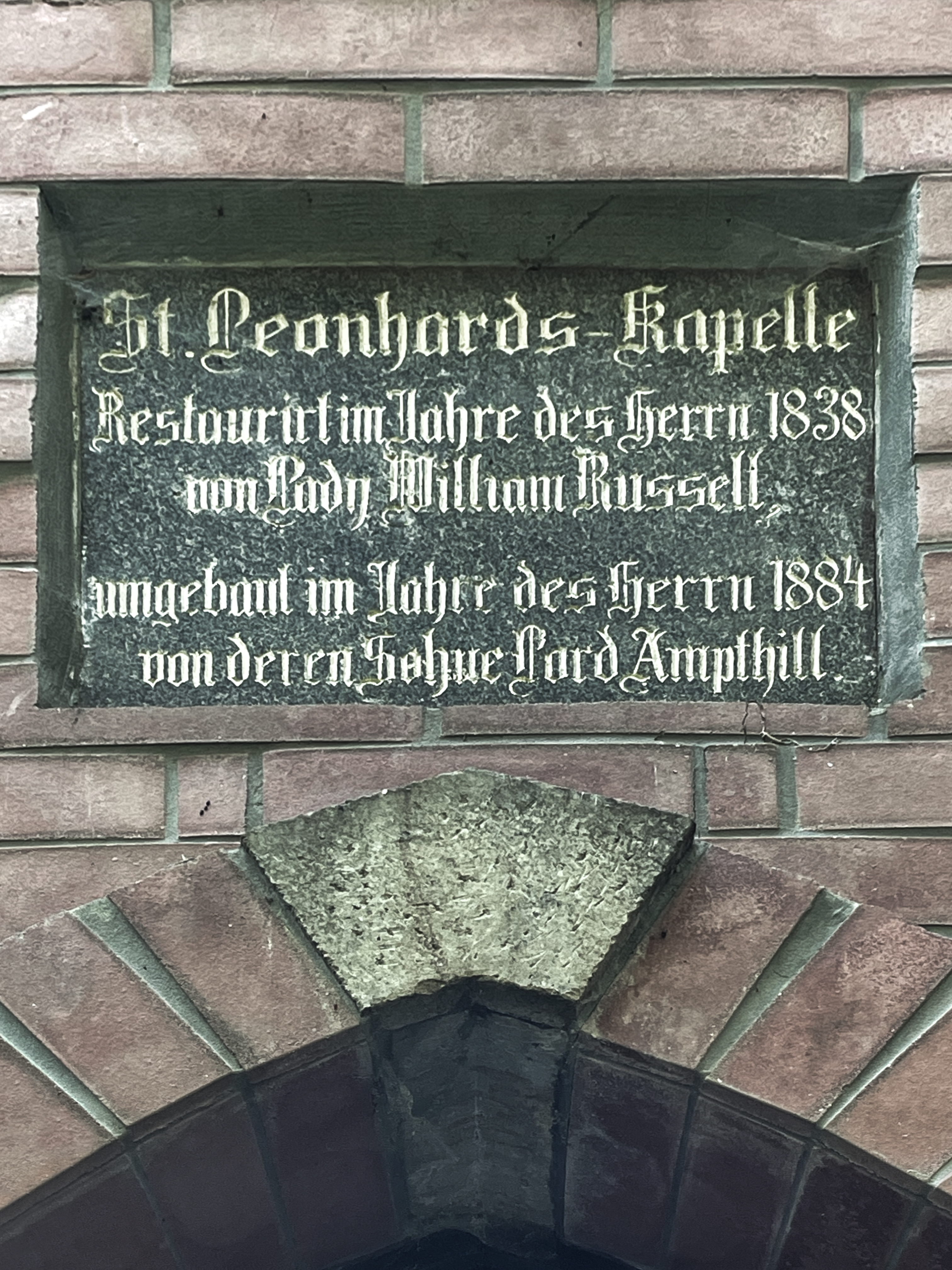
Pamětní deska na Lady William Russell a lorda Ampthilla na průčelí kaple sv. Linharta

Bratři Arthur a Odo Russellovi pocházeli z Londýna. Jejich souvislost s Karlovými Vary osvětluje lázeňský lékař Eduard Hlawaczek ve svém průvodci Karlových Varů: „Arthur Russell (1825–1892) byl prototypem učence a člena parlamentu, Odo Russell (1829–1884) působil od roku 1871 jako vyslanec v Berlíně. Oba trávili velkou část svého mládí v Karlových Varech, mnohdy celé léto a několikrát i v zimě, a to ve společnosti své vysoce vzdělané a výtečné matky. Do styku s karlovarskými měšťany přišli tak často, že nám starším Karlovarákům na ně zůstávají dodnes živé, přátelské a pěkné vzpomínky z mládí“.
Starší z bratrů Arthur ke Karlovým Varům nepřilnut tolik jako Odo, i když zde pobýval ve čtyřicátých a počátkem padesátých let 19. století velmi často. Mladší bratr Odo býval v Karlových Varech mezi léty 1841–1858 častým a vítaným hostem a stejně jako jeho matka pařil k významným karlovarským mecenášům. Mj. v roce 1884 věnoval peníze na přestavbu kaple sv. Linharta.
Odo měl blízký vztah k německé kultuře. Též se rád pohyboval v okruhu významného karlovarského střeleckého sboru, který byl tehdy pod vedením patriota a radního Franze H. Franiecka místem nejvyšší zdejší honorace. Svoji karlovarskou střeleckou kariéru Odo započal již v patnácti letech, když v roce 1844 uspořádal soutěž ve střelbě pistolí. Zachoval se i dokument z 3. února 1846, kde je psáno, že žádné překážky nebrání jmenování cizince Odo Russella čestným důstojníkem karlovarského střeleckého sboru pod podmínkou, že na veřejných přehlídkách smí vystupoval pouze ve své uniformě. A ještě v roce 1882, kdy slavný střelecký sbor oslavoval 150. výročí vzniku svého praporu, zaslal Odo do Karlových Varů zdravici, ve které zavzpomínal „na časy dávno minulé, kdy za velitele Franiecka tak často pobýval mezi střelci a nosil svoji uniformu“.
Rodina Russellů měla v britské společnosti prestižní postavení. Matka obou bratrů Elisabeth Anne Rawdon (1793–1874), provdaná a po svém manželovi nazývaná Lady William Russell, byla žena širokého vzdělání, pokrokových názorů a sociálního cítění, a ve vysokých kruzích britské šlechty se jí dostávalo značné úcty. Jako štědrá mecenáška se projevovala i v Karlových Varech, kde nezištně podporovala místní chudinu. Její štědrost připomíná pamětní deska v průčelí kaple sv. Linharta, kterou nechala v roce 1838 restaurovat. Též dala ve Vídni namalovat oltářní obraz sv. Maří Magdalény, patronky chrámu v Karlových Varech. Zde byl obraz za její přítomnosti slavnostně osazen 16. dubna 1847.

## Zákoutí bratří Russellů
Na podzim roku 1849 nechali bratři Arthur a Odo vybudovat v karlovarských lázeňských lesích vycházkovou pěšinu, kterou lze i na současných mapách (2023) nalézt s názvem Russelova cesta. Začíná u pomníku Kniha a vede dál přes Lesní pobožnost a novodobý Russelův srub až na Sovovu stezku (viz výřez Mapy.cz v Galerii).
Vzpomínkové místo na bratry Russellovy se nalézá zhruba v polovině Russelovy cesty v místě, které je na původních německých mapách a ve starých průvodcích označováno názvem Russel Sitz, event. psáno Russelsitz, do češtiny překládáno jako Russelovo sedátko, někde popisováno jako Russelova vyhlídka. Zde se tyčí strmá žulová skála, jejíž spodní část vytváří zadní kamennou kulisu nad oltářem Lesní pobožnosti. Na skále nechali bratři zřídit lavičku se zábradlím, čímž místo dostalo svoje jméno. Kdy přesně se tak stalo, není však známo. Ke konci 19. století, kdy zde ještě nebýval vysoký les, se odsud nabízel výhled až na Krušné hory.
Přes zákoutí vede i zelená turistická značka. Na vrcholu skály stojí železný kříž, kdy a kým byl osazen však zatím není známo.

## Současnost
Jméno bratří Russellů i jejich matky Elizabeth, Lady William Russell, je v Karlových Varech zapomenuto. Pouze novodobý dřevěný srub postavený v lázeňských lesích u staré Russelovy cesty nese název Russelův srub.
Ve třicátých letech 20. století, kdy tehdy ještě příměstské Drahovice zažívaly velký stavební rozvoj, bylo po této vznešené anglické rodině pojmenováno náměstí (Russelplatz, nyní náměstí Palackého). Po odsunu německého obyvatelstva se obraz této rodiny z Karlových Varů zcela vytratil.

## Galerie

Zákoutí bratří Russellů
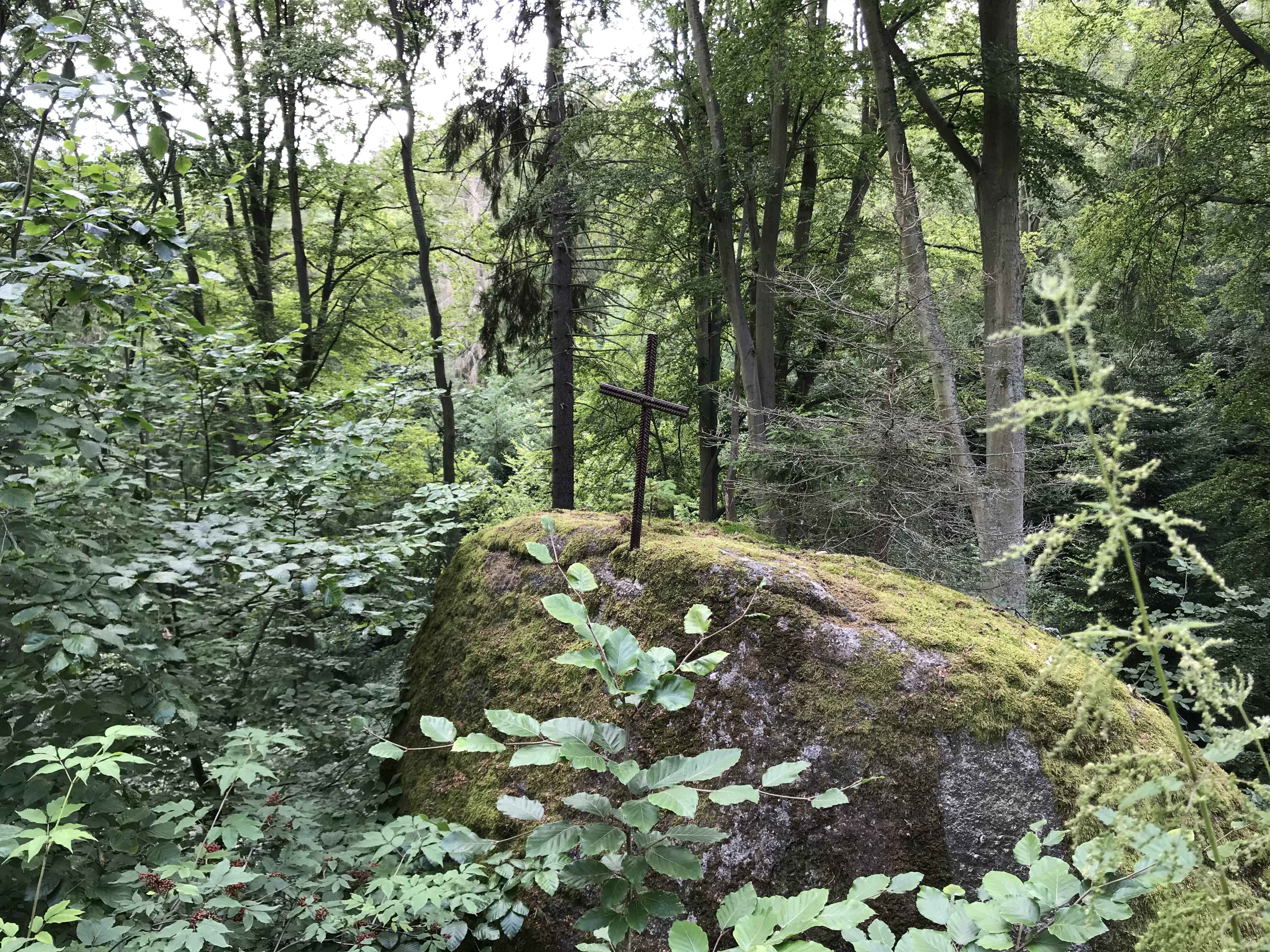
Skála nad Lesní pobožností
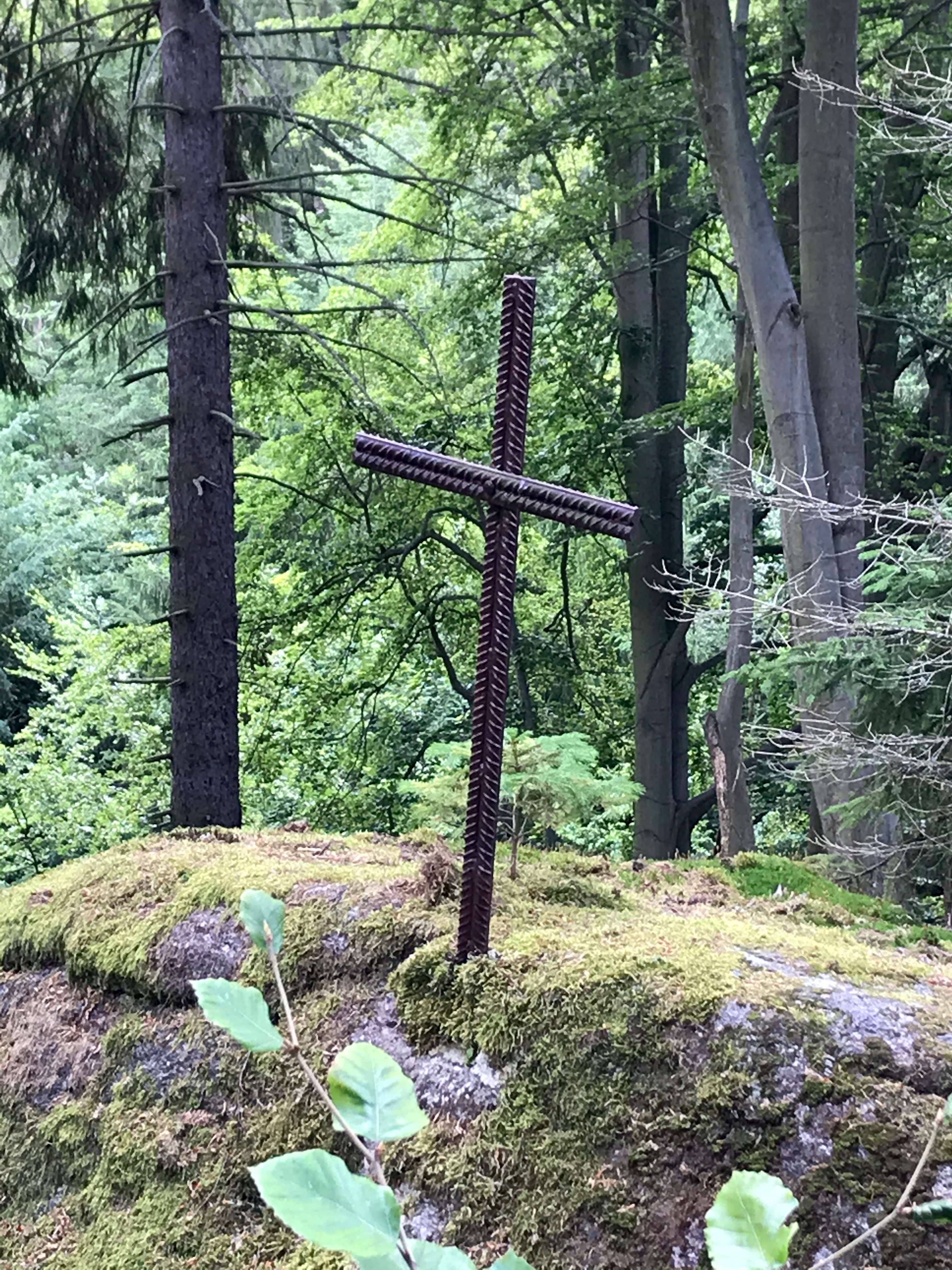
Kříž na skále
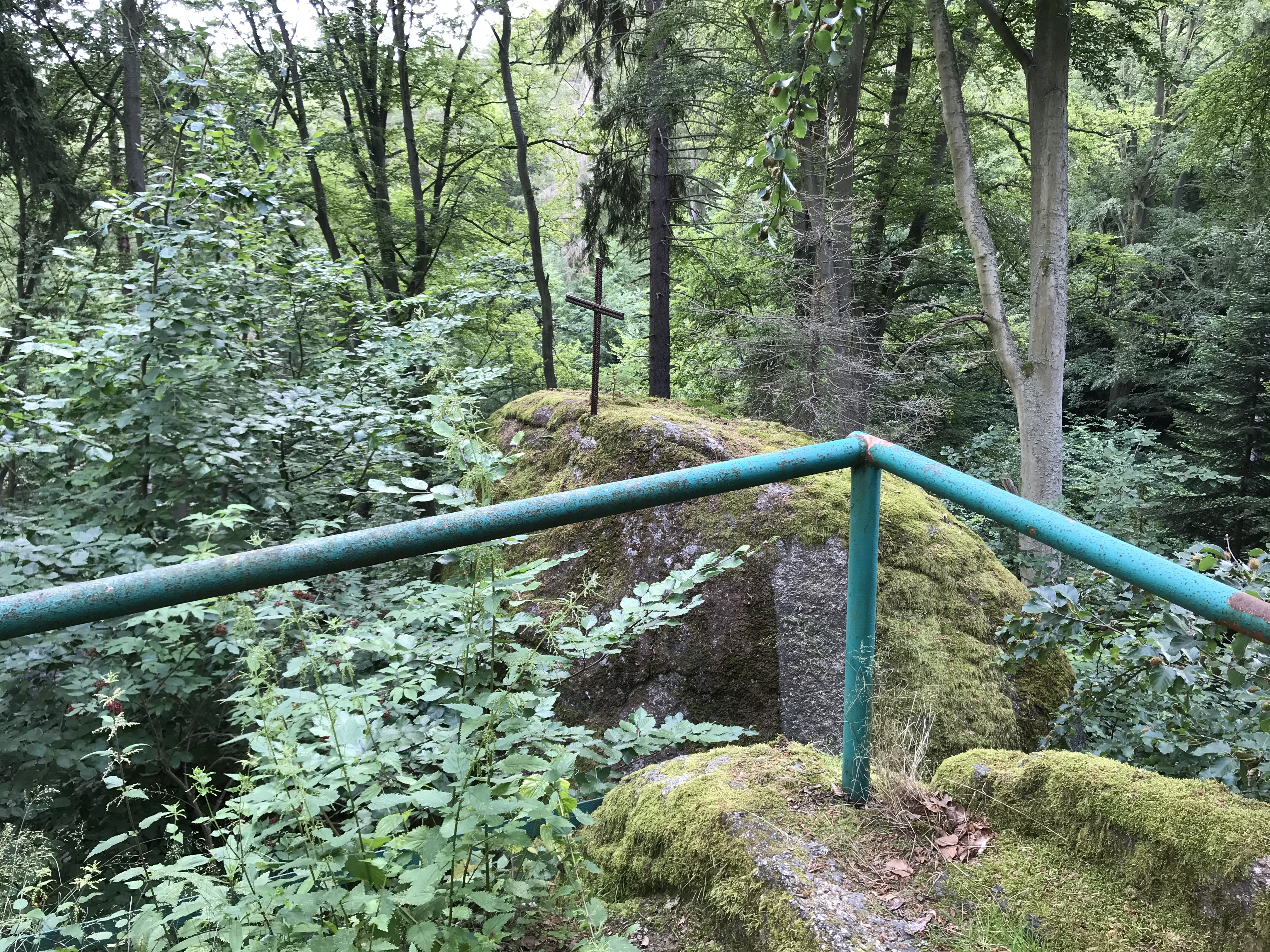
Část ochozu
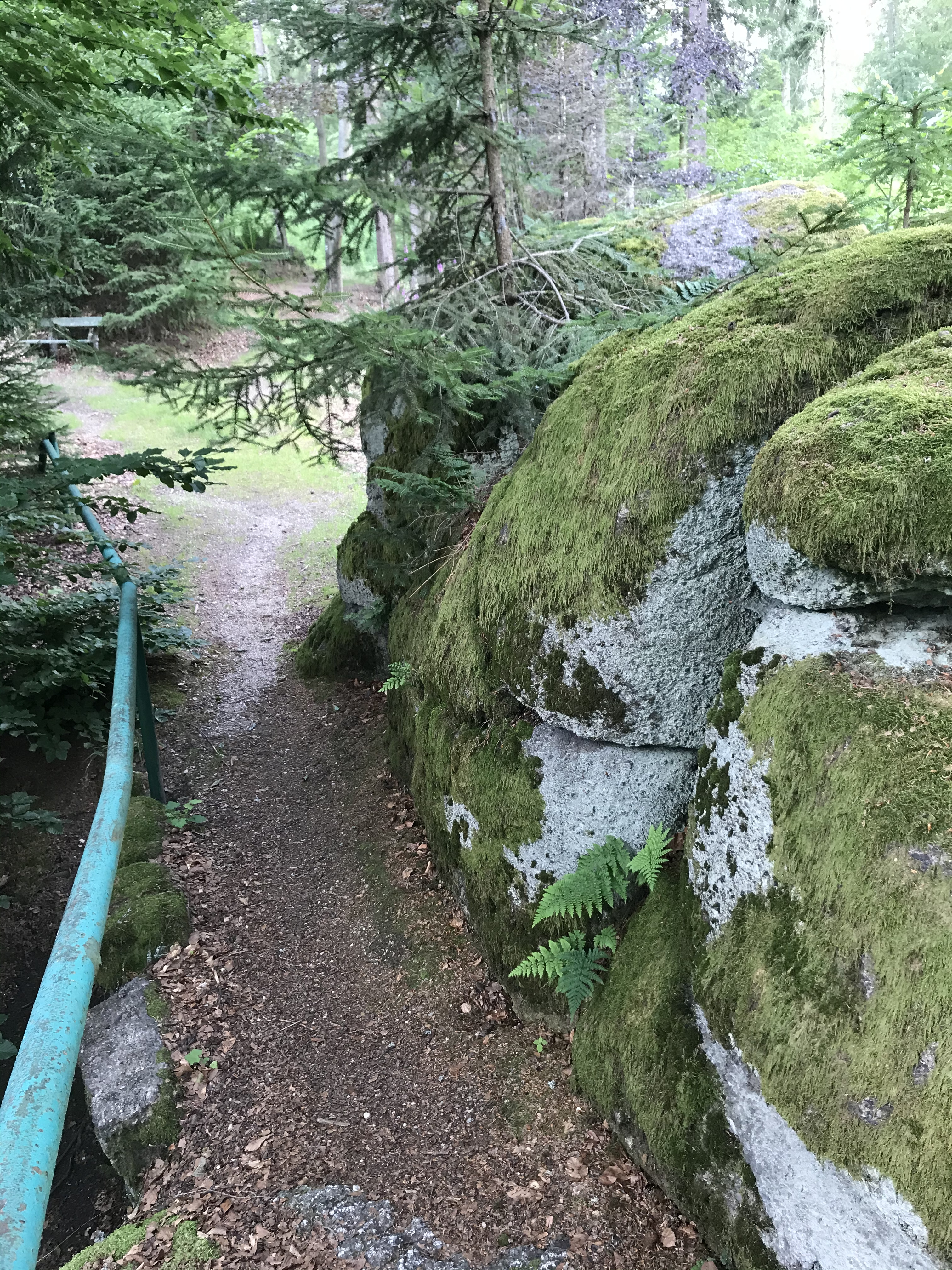
Přístup k místu
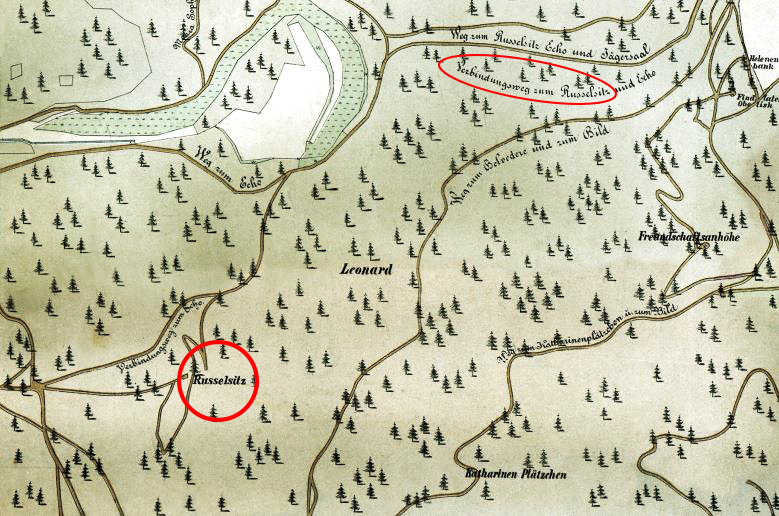
Výřez mapy Situations-Plan Stadt Carlsbad (Otto Schindler, 1885) s vyznačením místa Russelsitz
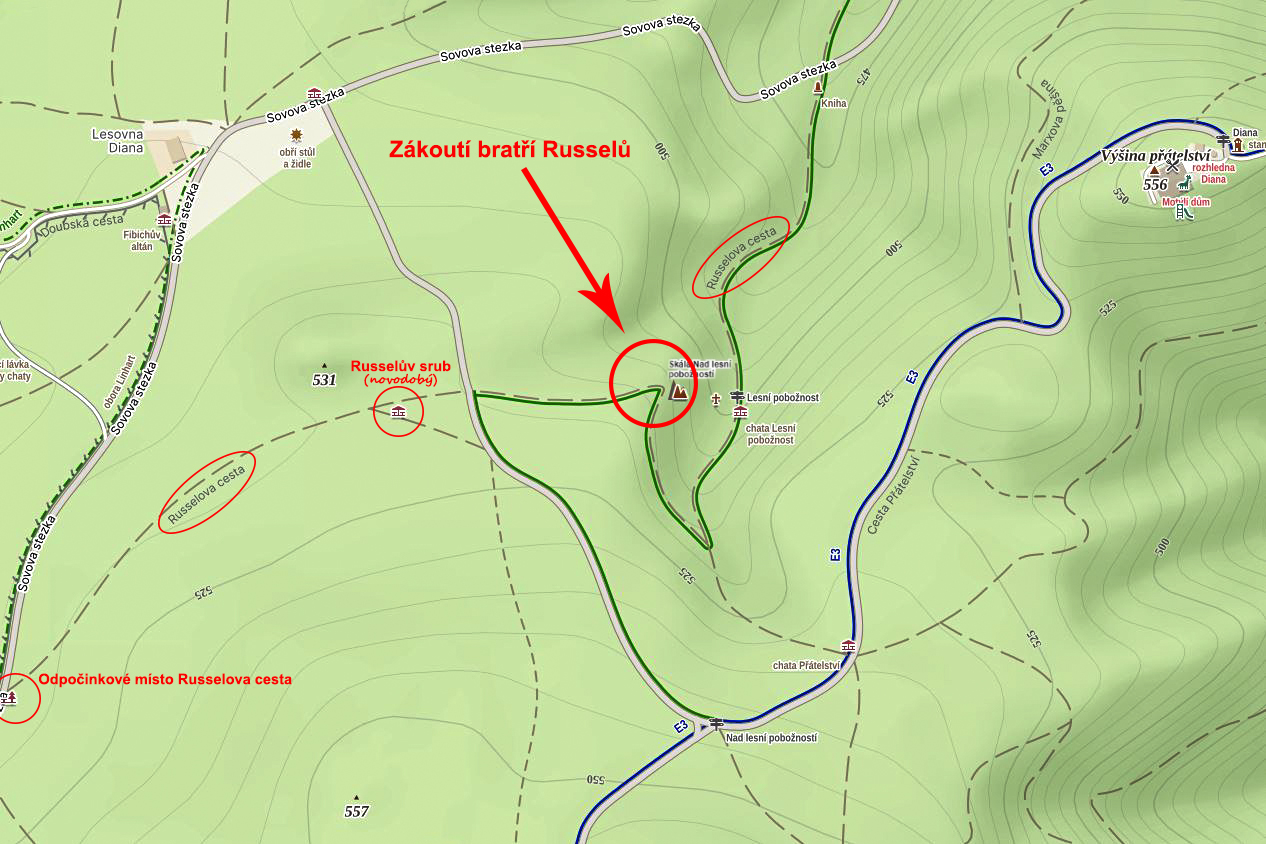
Výřez Mapy.cz s vyznačením "Zákoutí bratří Russellů"